# Уэст, Логан
Логан Уэст (англ. Logan West; род. 20 июня, 1994 года) — американская модель, победительница конкурса красоты среди девушек-подростков Юная мисс США 2012. Стала первой участницей от штата Коннектикут, завоевавшая титул.

## Биография

### Miss Connecticut’s Outstanding Teen
Завоевала титул Miss Connecticut’s Outstanding Teen 2010 и в Miss America’s Outstanding Teen 2010. Не заняла призового места, но была лидером в выходе среди вечерних платьев.

### Miss Connecticut Teen USA
Стала победительницей Юная мисс Коннектикут 2012 в конце 2011 года.

### Miss Teen USA 2012
Завоевала титул Юная мисс США 2012 28 июля 2012 года, став первой победительницей от штата Коннектикут. 
Уэст сообщила, что в седьмом классе страдала от издевательств. Её одноклассник сказал, что она «не воздействовала на цвет её кожи» и «мучениям и пыткам в течение шести месяцев». Пока она не начала программу борьбы с запугиванием и работала с девушкой, которая издевалась над ней в школе. Программа борьбы с издевательствами, сейчас используется в большинстве школ Коннектикута.